# GMC Terrain (Ameryka Północna)
GMC Terrain – samochód osobowy typu SUV klasy średniej produkowany pod amerykańską marką GMC od 2009 roku. Od 2024 roku produkowana jest trzecia generacja modelu.

## Pierwsza generacja

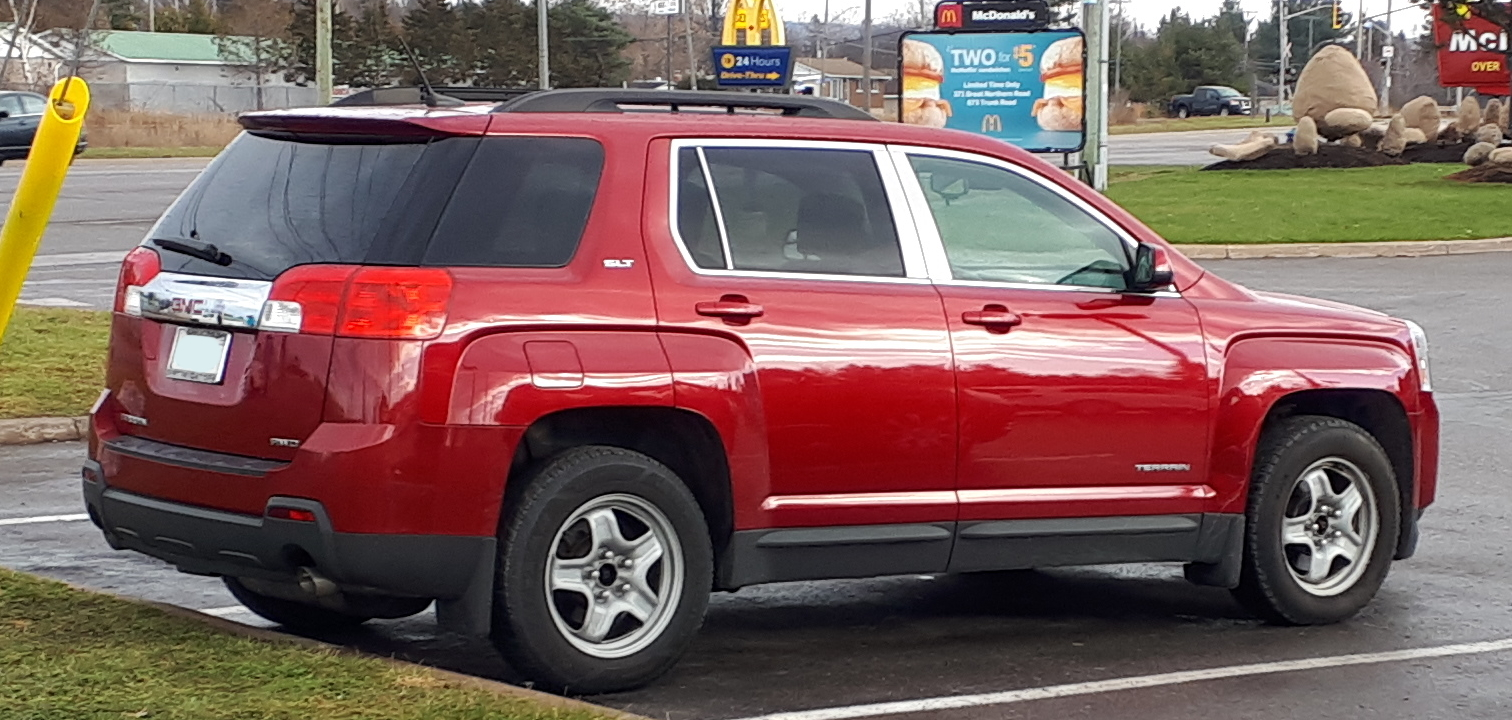
GMC Terrain I - tył

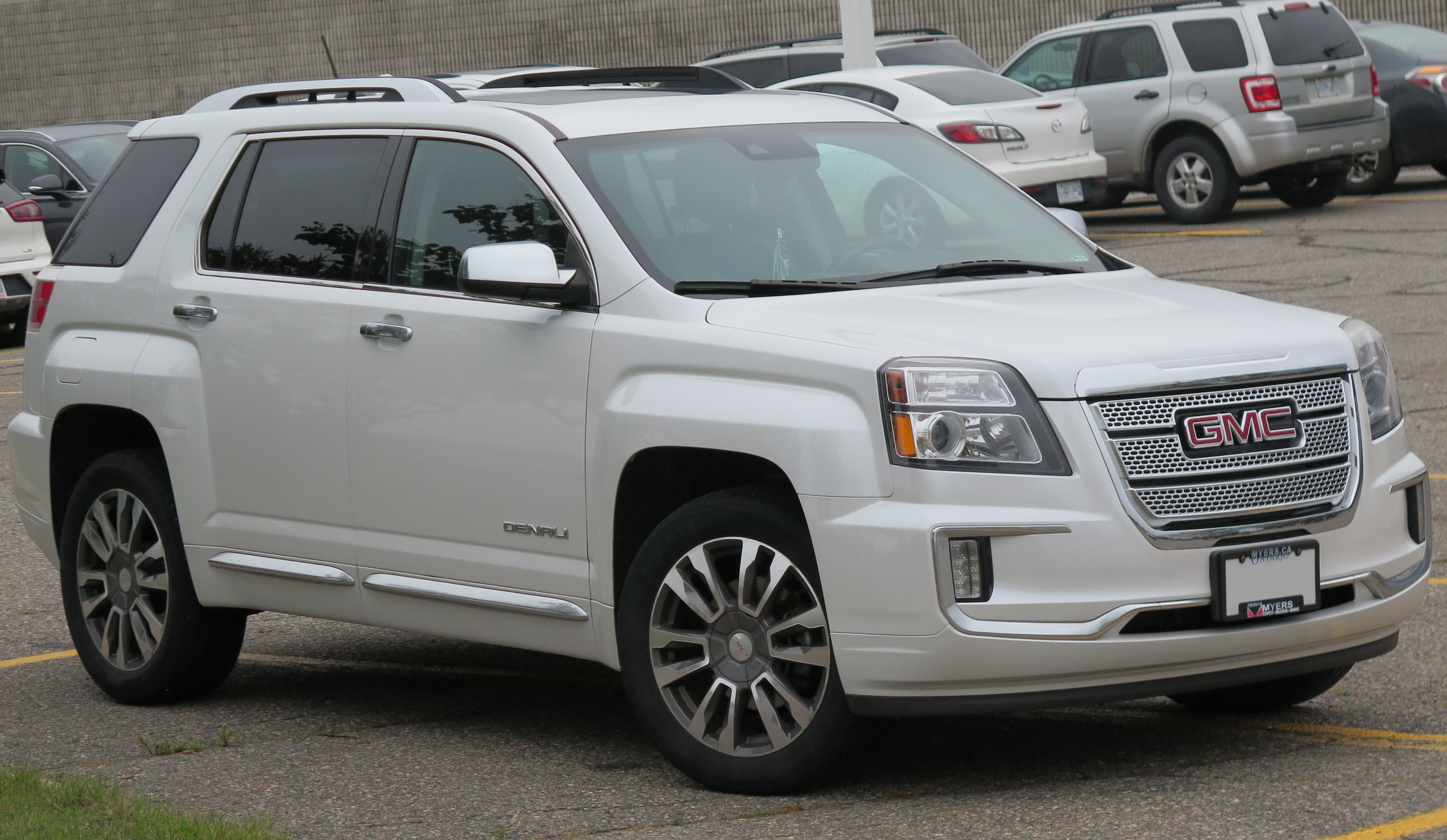
GMC Terrain I Denali

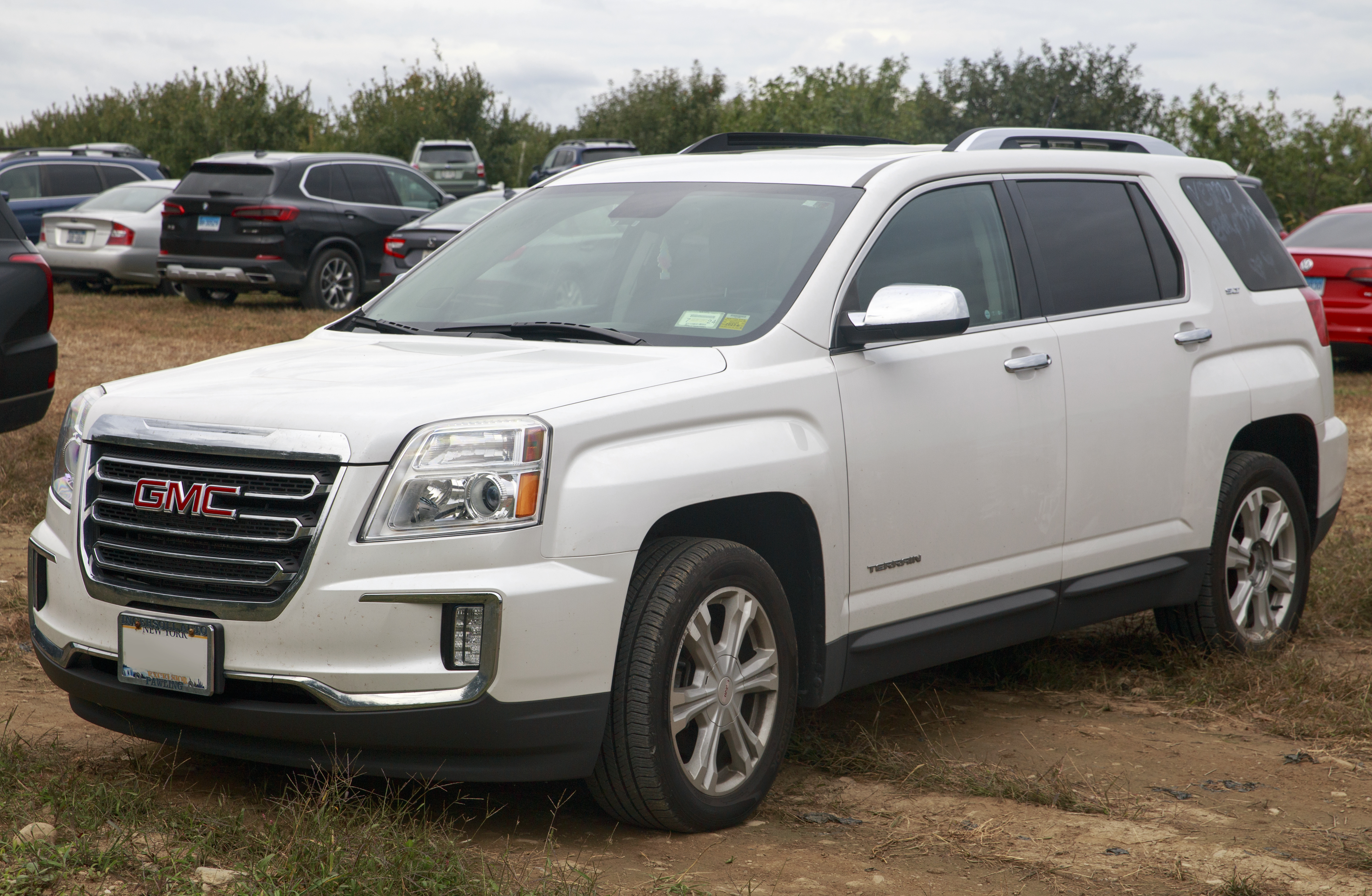
GMC Terrain I po liftingu

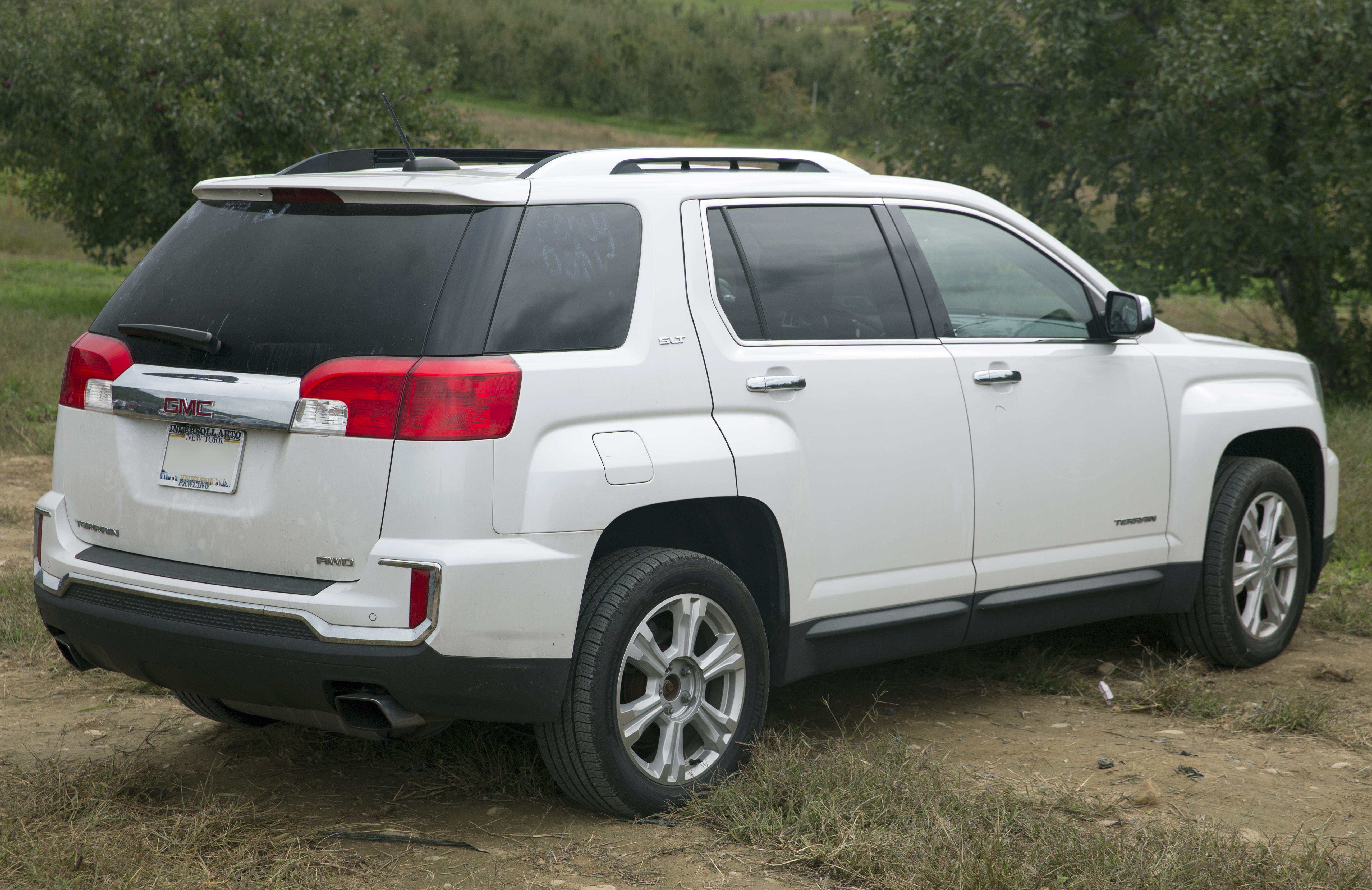
GMC Terrain I - tył po liftingu

GMC Terrain I został zaprezentowany po raz pierwszy w 2009 roku.
Po raz pierwszy nazwa Terrain została zastosowana przez GMC już w 2007 roku dla Opla Antary, który był sprzedawany przez GMC na Bliskim Wschodzie między 2008 a 2010 rokiem. 
Ponownie użyto jej w kwietniu 2009 roku na rzecz zupełnie innego modelu zbudowanego na bazie Chevroleta Equinox z myślą o rynku Ameryki Północnej. Przedstawione na New York Auto Show auto zyskało dużo wizualnych akcentów mających odróżnić je od Chevroleta, na czele z motywem kantów. 
Prostokątne formy nadano reflektorom, tylnym lampom, atrapie chłodnicy, a także nadkolom, co wyróżniało model na tle konkurencji. Taki sam jak w Equnioksie był z kolei kokpit, gdzie jedynym akcentem dodanym przez GMC było inne koło kierownicy.

### Lifting
W marcu 2015 roku GMC przedstawiło Terrain I po modernizacji. W jej ramach pojawił się nowy wygląd zderzaków, na czele z innymi wlotami powietrza w przednim pasie i nową atrapą chłodnicy z innm układem poprzeczek. Ponadto odświeżono wygląd oświetlenia, a także wprowadzono drobne aktualizacje w układzie kokpitu i wyposażenia.

### Sprzedaż
GMC Terrain pierwszej generacji, wzorem bliźniaczego Chevroleta Equinox, trafiło do produkcji z myślą o rynkach Ameryki Północnej, na czele ze Stanami Zjednoczonymi. Do produkcji wybrano te same zakłady General Motors w kanadyjskim Ingresoll.

### Silniki
- R4 2.4l Ecotec 182 KM
- V6 3.0l LF1 264 KM
- V6 3.6l LFX 301 KM

## Druga generacja

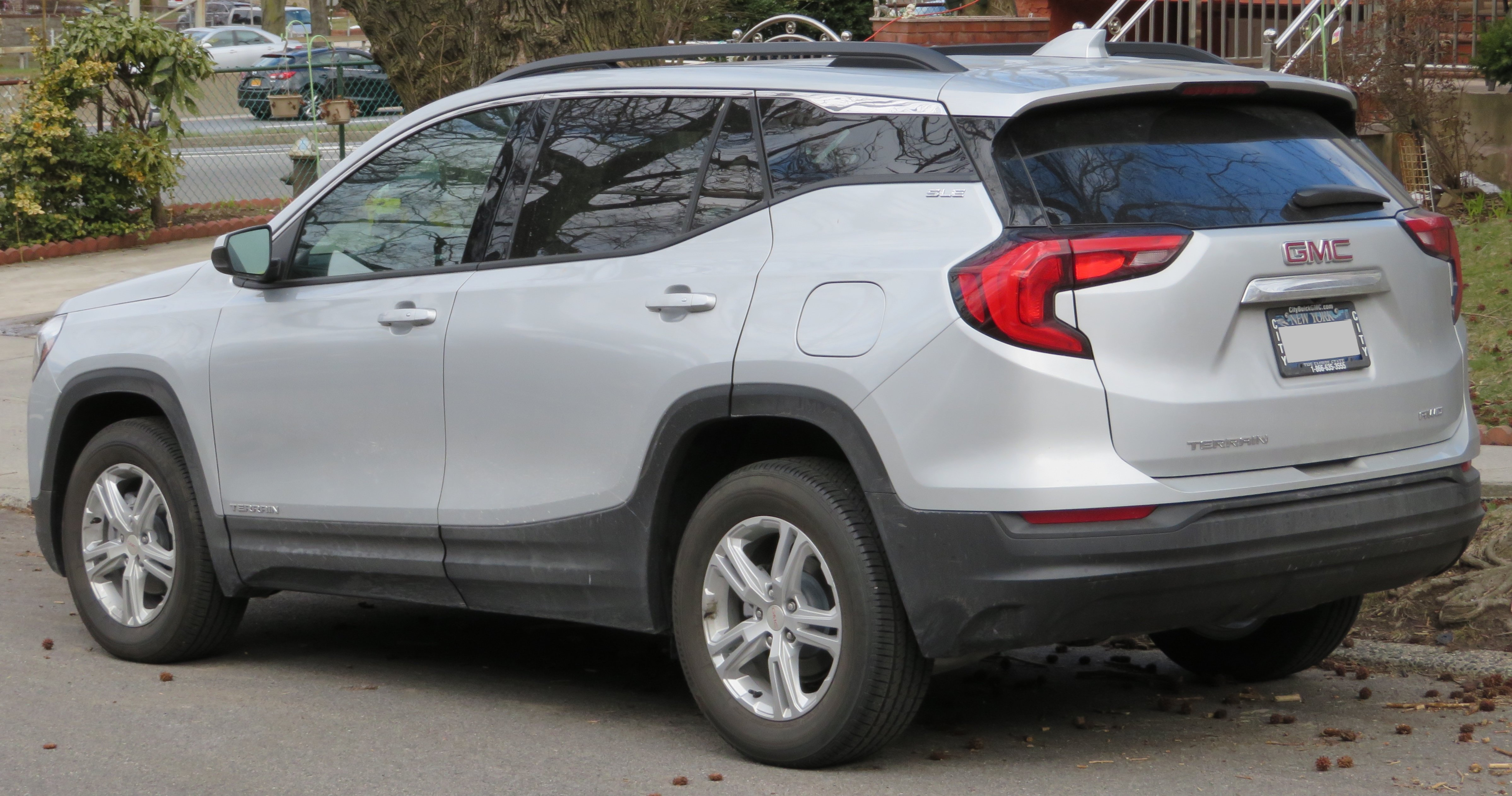
GMC Terrain II - tył

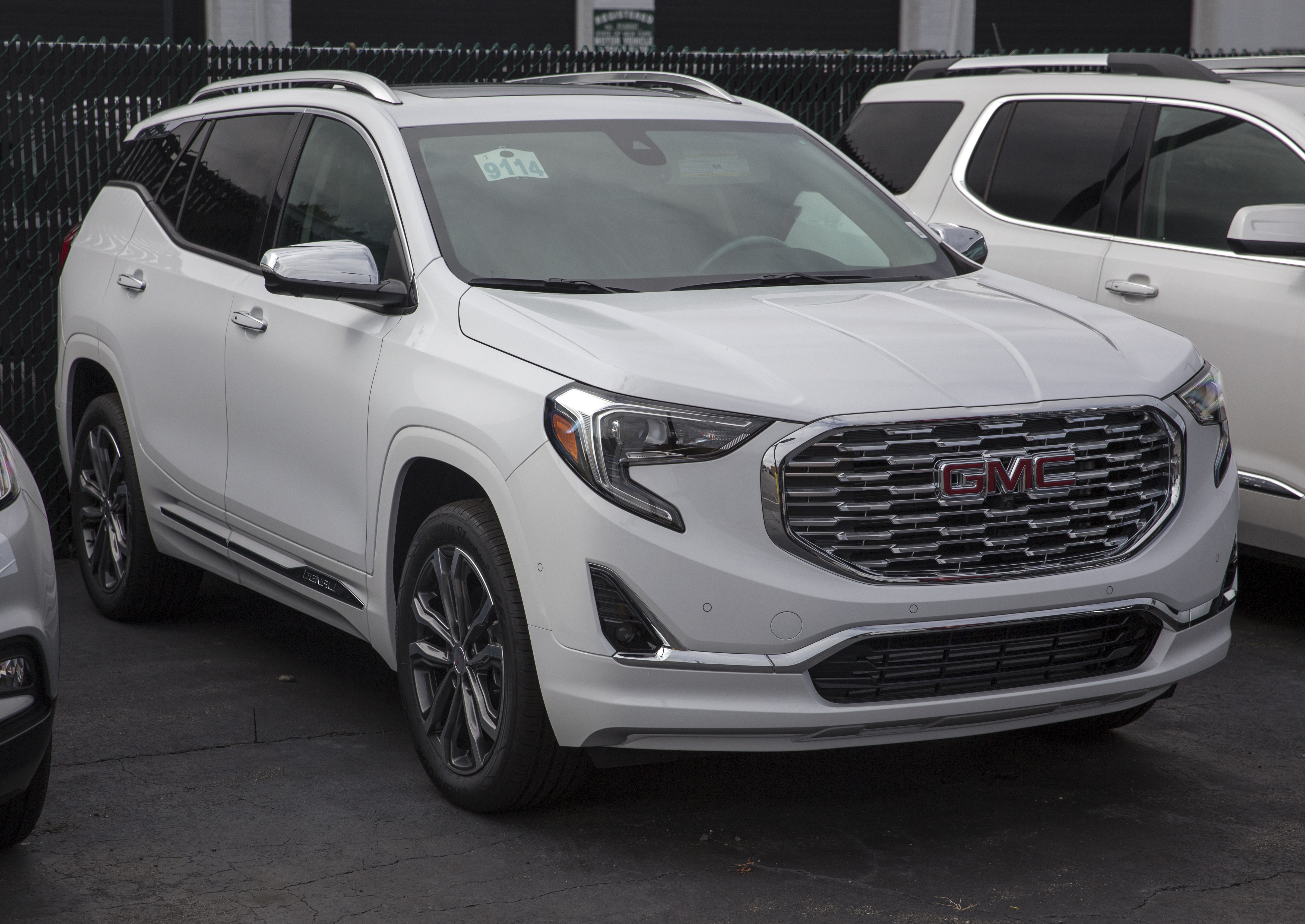
GMC Terrain II Denali

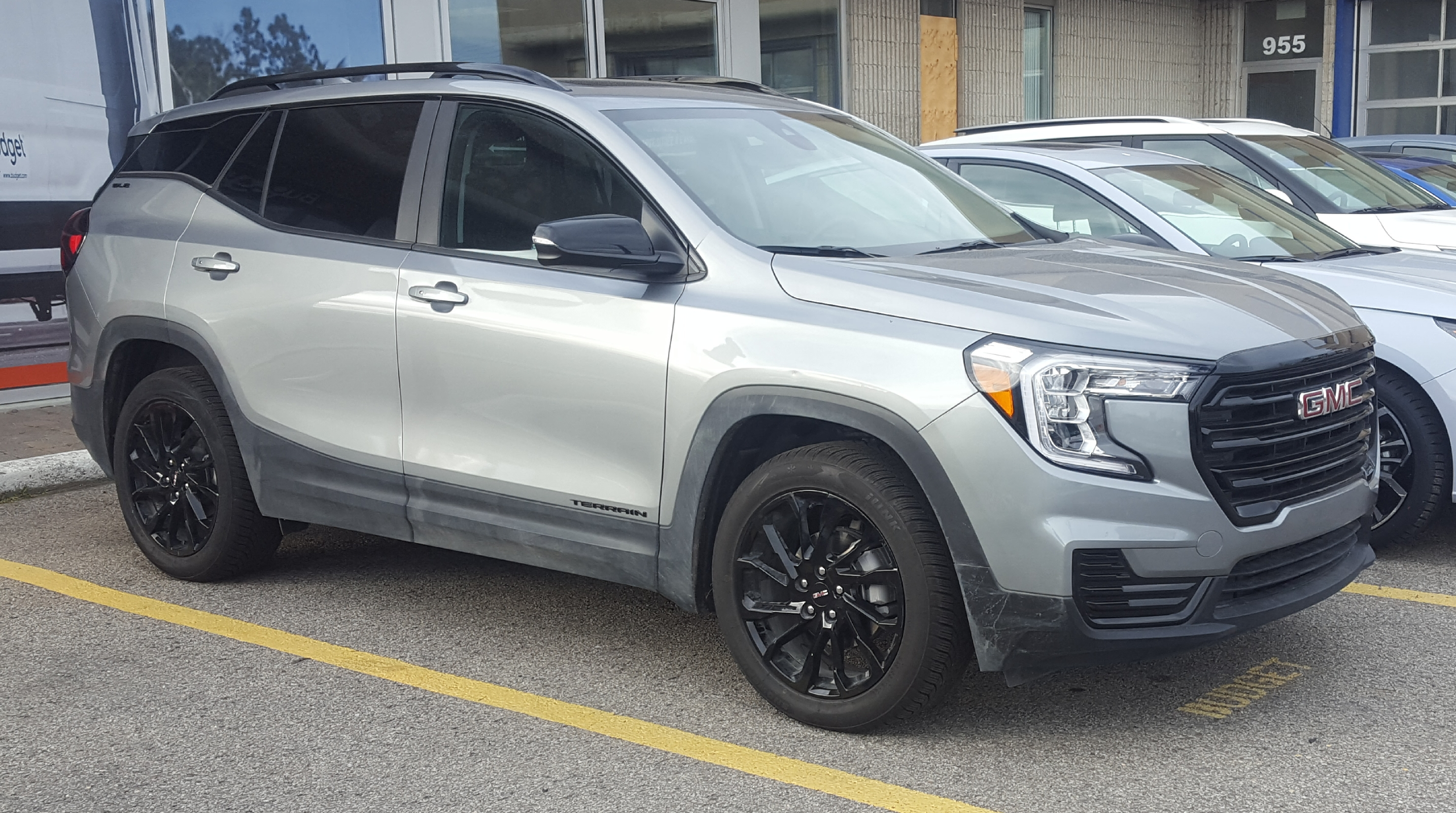
GMC Terrain II po liftingu

GMC Terrain II został zaprezentowany po raz pierwszy w 2017 roku.
Zupełnie nowa, zbudowana od podstaw druga generacja GMC Terrain miała swoją premierę podczas Detroit Auto Show. Samochód oparto na nowej modułowej platformie General Motors, w ramach czego Terrain II razem z bliźniaczym Chevroletem Equinox stało się krótsze o ponad 100 milimetrów, dalej wymiarowo pozostając SUV-em klasy średniej.
Pod kątem stylistycznym, Terrain II został tym razem zbudowany od podstaw jako własny projekt GMC. Samochód zyskał charakterystyczną sylwetkę zdobioną licznymi strzelistymi i zaokrąglonymi akcentami, na czele z charakterystyczną obłą atrapą chłodnicy i oświetleniem w kształcie bumeranga.
Dużo zmian pojawiło się także w ofercie silników - zniknęły jednostki V6, a zamiast tego pojawiły się silniki wysokoprężne. Sprzedaż samochodu w Ameryce Północnej ruszyła w maju 2017 roku.

### Lifting
Wiosną 2020 roku GMC Terrain drugiej generacji przeszło obszerną modernizację nadwozia. Samochód otrzymał przestylizowany kształt atrapy chłodnicy i zderzaków, a także nowy system multimedialny w kabinie pasażerskiej i odświeżony dobór materiałów wykończeniowych.

### Sprzedaż
Podobnie jak poprzednik, druga generacja GMC Terrain była wytwarzana na tych samych liniach produkcyjnych co pokrewny Chevrolet Equinox z myślą o rynkach Ameryki Północnej. Tym razem jednak wytwarzanie powierzono nie zakładom w Kanadzie, lecz w meksykańskim San Luis Potosí.

### Silniki
- R4 1.5l
- R4 1.6l
- R4 2.0l

## Trzecia generacja
GMC Terrain III został zaprezentowany po raz pierwszy w 2024 roku.
Trzecia generacja GMC Terrain zadebiutowała nieco ponad pół roku po bliźniaczym Chevrolecie Equinox nowego wcielenia, tym razem będąc z nim spokrewnionym w głębszym stopniu. Samochód zyskał taką samą sylwetkę z charakterystyczną, wysoko poprowadzoną linią okien i zaakcentowanym słupkiem C. 
Jednocześnie pojazd upodobniono do przedstawionej przed rokiem kolejnej generacji flagowej Acadii, z dużą odłoną chłodnicy dominującą pas przedni, a także reflektorami w kształcie litery C i wysoko osadzonymi lampami tylnymi. Kabina pasażerska kontyuowała nurt inspiracji większym modelem, z dużym pionowym dotykowym ekranem systemu multimedialnego o przekątnej 15 cali i kolejnym 11-calowym ekranem cyfrowych zegarów.
Trzecia generacja Terraina powstała w wersji z napędem przednim lub na obie osie, trafiając do sprzedaży tylko z jednym silnikiem - czterocylindrową, turbodoładowaną jednostką benzynową o pojemności 1,5 litra i mocy 175 KM. Tańszy wariant zespolono z automatyczną przekładnią CVT, a topową AWD - z 8-stopniową skrzynią automatyczną.

### Sprzedaż
Głównym rynkiem zbytu dla trzeciej generacji GMC Terrain ponownie zostały rodzime Stany Zjednoczone, gdzie sprzedaż rozpoczęła się w ostatnich tygodniach 2024 roku. W pierwszej kolejności uruchomiono dystrybucję wariantu Elevation, w 2025 roku poszerzając o kolejne dwa: AT4 i Denali. Ponadto, wśród regionów oficjalnej sprzedaży znalazła się także sąsiednia Kanada i Meksyk.

### Silnik
- R4 1.5l Turbo 175 KM